# Ferrex
Ferrex est un roi légendaire de l’île de Bretagne (actuelle Grande-Bretagne), dont l’« histoire » est rapportée par Geoffroy de Monmouth dans son Historia regum Britanniae (vers 1135). Il est le fils de Gorbodugo et de Judon.

## Le royaume de l’île de Bretagne
Après la guerre de Troie, Énée arrive en Italie, avec son fils Ascagne et devient le maître du royaume des Romains. Son petit-fils Brutus est contraint à l’exil après avoir accidentellement tué son père. Après une longue navigation, Brutus débarque dans l’île de Bretagne, l’occupe et en fait son royaume. Il épouse Innogen dont il a trois fils. À sa mort, le royaume est partagé en trois parties et ses fils lui succèdent : Locrinus reçoit le centre de l’île à qui il donne le nom de « Loegrie », Kamber reçoit la « Cambrie » (actuel Pays de Galles) et lui donne son nom, Albanactus hérite de la région du nord et l’appelle « Albanie » (Écosse). À la suite de l’invasion de l’Albanie par les Huns et de la mort d’Albanactus, le royaume est réunifié sous la souveraineté de Locrinus. C’est le début d’une longue liste de souverains.

## Ferrex
Ferrex est le fils de Gorboduc et de Judon, il a un frère Porrex Ier.
À la mort de leur père, les deux frères entrent en conflit pour la succession et la souveraineté sur l’île de Bretagne. Porrex prépare une embuscade pour éliminer le rival, mais celui-ci se réfugie en Gaule, où il sollicite l’aide de Suhard, le roi des Francs, qui accepte. Après avoir traversé la mer, la bataille s’engage entre les deux armées. Ferrex et ses compagnons sont tués.
Leur mère, Judon conçoit de la haine pour Porrex qui a tué son fils préféré. Avec ses servantes, elle le tue pendant son sommeil en le lacérant. Il s’ensuit une guerre civile, avec une succession de cinq rois qui s’entretuent.

## Sources
- Geoffroy de Monmouth, Histoire des rois de Bretagne, traduit et commenté par Laurence Mathey-Maille, Les Belles lettres, coll. « La Roue à livres », Paris, 2004,  (ISBN 2-251-33917-5).
- (en) Peter Bartrum, A Welsh classical dictionary: people in history and legend up to about A.D. 1000, Aberystwyth, National Library of Wales, 1993 (ISBN 9780907158738), p. 298 FERREUX or FERREX son of GORBODUGUS. (Fictitious). (680 B.C.)